# اوچ‌تپه، باکو
اوچ‌تپه (به لاتین: Üçtəpə) یک منطقهٔ مسکونی در جمهوری آذربایجان است که در باکو واقع شده‌است.